# Glaucidium californicum
El mochuelo de California ö mochuelo californiano (Glaucidium californicum) es una especie de ave estrigiforme de la familia Strigidae propia del oeste de Norteamérica. Anteriormente se consideraba conespecífico del mochuelo gnomo, pero en la actualidad se consideran especies separadas.

## Descripción

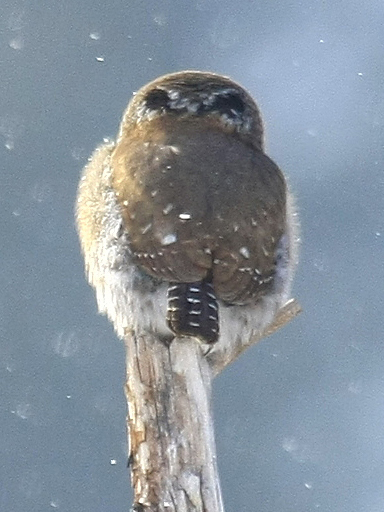
Como otros miembros de su género, presenta falsos ojos (ocelos) en la nuca.

Los adultos miden entre 15–17 cm de longitud. En general su plumaje es gris, pardo grisáceo o castaño rojizo. El mochuelo californiano presenta la cabeza salpicada de motas blancas redondas, y también tiene moteadas en blanco las partes superiores y la parte superior de su pecho que son oscuras; y el resto de partes inferiores son blancas con veteado vertical oscuro. Su disco facial está débilimente marcado, y presenta listas superciliares blancas. Su ojos son amarillos y su pico es verde amarillento. Se caracterizan por presentar dos manchas negras en la nuca con bordes blancos a modo de ocelos. Sus patas están cubiertas de plumón hasta las garras. Su cola es larga en comparación con la de otros búhos, y presenta un fino listado blanco.

## Taxonomía
Anteriormente se consideraba conespecífico del mochuelo gnomo, el mochuelo de Hoskins, y el mochuelo guatemalteco, pero en la actualidad se consideran especies separadas. Aunque son de aspecto similar existen claras diferencias en las llamadas territoriales de los machos. La escisión se propuso basándose en las diferencias de sus llamadas. Las poblaciones de mochuelo gnomo que viven en las montañas de México y Arizona emiten llamadas con notas dobles, mientras que sus congéneres que viven más al norte emiten llamadas con series de una sola nota. Los resultados de la comparación de las secuencias de ADN del citocromo b confirman la separación.

### Subespecies
Se reconoces cuatro subespecies:
- G. c. californicum (PL Sclater, 1857) - se encuentra del centro de la Columbia Británica al suroeste de los Estados Unidos y el extremo noroccidental de México;
- G. c. grinnelli (Ridgway, 1914) - se extiende por los bosques de coníferes desde el sureste de Alaska al norte de California;
- G. c. pinicola (Nelson, 1910) - ocupa las montañas Rocosas en el interior del oeste de los Estados Unidos;
- G. c. swarthi (Grinnell, 1913) - localizada en la isla de Vancouver en la Columbia Británica.

## Distribución y hábitat
El mochuelo californiano es nativo del oeste de Canadá, los Estados Unidos, y el noroeste de México. Entre sus hábitats se encuentran los bosques templados, los bosques subtropicales, la sabanas y los humedales.
En Oregón y Washington se sabe que anidan y alimentan en el interior de bosques densos y continuos, cerca de arroyos. Un ejemplo de su hábitat es Forest Park en Portland, Oregón. Entre sus hábitats de cría se enculuen los bosques abiertos y semiabiertos de los montes y montañas del oeste de América del Norte.

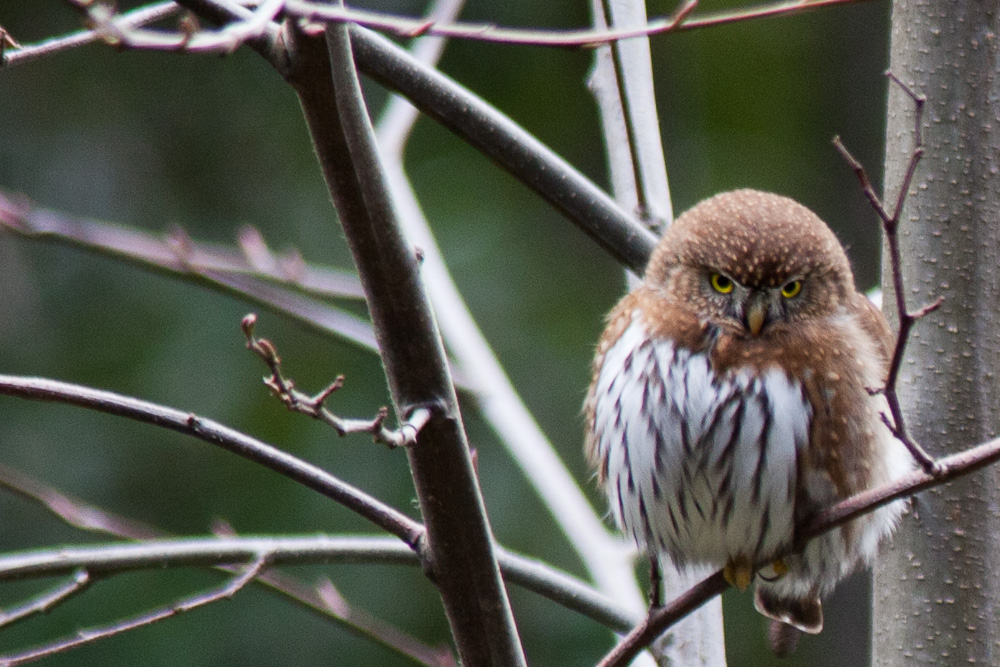
Ejemplar en Oregón.

## Comportamiento
Son aves diurnas, y también están activos al amanecer y el anochecer. Los machos suelen posarse en la copa del árbol más alto disponibles para emitir su llamada territorial, desde donde son muy difíciles de observar por su tamaño y coloración.

### Alimentación
Los mochuelo californiano suelen cazar permaneciendo quietos a la espera de sus presas, aunque también pueden cazar más activamente desplazándose de rama en rama en vuelos cortos, y persiguiendo a sus presas en todos los niveles del bosque. Se lanzan en picado sobre sus presas que están bajo ellos, aunque también pueden atrapar insectos al vuelo. Se alimentan de pequeños mamíferos, aves y grandes insectos, y una gran variedad de otros vertebrados e invertebrados de pequeño tamaño. Pueden ocasionalmente cazar presas del mismo tamaño que ellos mismos, como el colín de California, pero lo normal es que cacen pájaros de tamaño pequeño o mediano, se les ha observado comiendo por ejemplo reinitas de Wilson, y mamíferos pequeños, como ratones y musarañas.

### Reproducción
Generalmente anidan en cavidades de los árboles y con frecuencia usan los agujeros viejos de los pájaros carpinteros. La hembra pone de dos a siete huevos, normalmente de cuatro a seis. Entre las especies de árboles que usan para anidar están el abeto Douglas, la tuya gigante, la tsuga del Pacífico y el aliso rojo. En el inicio de la época de cría los machos establecen y defienden un territorio de unas 250 hectáreas.
La hembra se encarga de incubar los huevos, cuidar de los polluelos y guardar el nido. El macho se encarga de cazar y proporciona comida en el nido aproximadamente cada dos horas. Por ello durante la época de cría él debe cazar para alimentar a su pareja, la progenie y para sí mismo. Caza desde el amanecer al anochecer mientras los polluelos están en el nido, y durante las primeras semanas después de que lo dejen sigue cazando para ellos.
Los jóvenes dejan el nido con un vuelo inicial que puede ser un salto corto a una rama vecina, o un aleteo repentino hacia un árbol cercano en el que se agarran a la primera rama con la que entran en contacto, incluso quedando colgados. Al segundo día tras dejar el nido los jóvenes empiezan gradualmente a trepar y revolotear por las copas, donde pasasn sus primeras semanas. A veces los hermanos permanecen posados y juntos hombro con combro pidiendo comida.
No se sabe si esta especie permanece en sus territorios todo el año, o si la misma pareja ocupa el mismo territorio año tras año. La dispersión de los jóvenes y la influencie en su mortalidad también es poco conocida. Se sabe que son presas del cárabo norteamericano y el cárabo californiano.